# Castell de Halton
El castell de Halton està situat a l'antic poble de Halton, que avui en dia forma part de la ciutat de Runcorn, Cheshire, Anglaterra. El castell es troba al cim del Halton Hill, una prominència gresosa des d'on s'atalaia la localitat. Ha estat designat per l'English Heritage com a edifici catalogat de Grau I, i com a edifici antic protegit (scheduled monument o monument planificat).
Va ser la residència dels barons de Halton des del segle xi fins al segle xiv, i després va passar al Ducat de Lancaster. Va ser assetjat dues vegades durant la Guerra Civil Anglesa, i a causa d'això la seva estructura ha quedat malmesa. El segle xviii es va construir un nou tribunal al lloc on abans es trobava la casa del guarda. El castell està en ruïnes, excepte el tribunal, que s'ha convertit en un pub.

## Història

### Construcció i administració
Encara que no n'hi ha cap prova, sembla que Halton Hill era un poblat en temps prehistòrics. Després de la conquesta normanda d'Anglaterra, Hugh d'Avranches, comte de Chester, va establir-hi la Baronia de Halton. El primer baró que va nomenar fou Nigel de Cotentin; se sap gairebé del tot segur que va edificar un castell de mota i pati en aquest lloc, fet de fusta, encara que en les excavacions de 1986-87 no es van trobar proves que s'hi hagués construït cap castell de mota ni cap torre o palissada. El més probable és que durant el segle xii l'estructura de fusta fos reemplaçada per un castell bastit amb gres local, encara que tampoc no hi ha proves documentals d'aquestes restes. Es coneixen pocs detalls de la construcció, però se suggereix que John de Gaunt, el 14è baró, va fer modificacions al castell tot i que, de nou, no hi ha proves documentals que ho confirmin. Quan el 15è baró, Henry Bolingbroke, va ascendir al tron com a Enric IV, el ducat va passar a ser propietat del Ducat de Lancaster.
Les primeres proves documentades sobre obres realitzades al castell de Halton mostren que durant el segle xv i XVI s'hi feien obres de manteniment de forma regular. Entre 1450 i 1457 s'hi va instal·lar un nou portal. No hi ha cap prova que el castell es veiés implicat en la Guerra de les Dues Roses, potser perquè la seva posició era poc estratègica. Tanmateix, una inspecció efectuada pels Palaus Reials l'any 1609 suggereix que ja en aquella època, el castell es trobava en mal estat. Durant l'època Tudor es va utilitzar menys com a fortalesa i més com a presó, centre administratiu i tribunal. Entre el 1580 i 1581 el castell es va designar com a presó per a catòlics, però no hi ha cap prova que mai s'utilitzés per a aquest propòsit.

### Visites reials
Hi ha poques proves de visites rellevants al castell, encara que es creu que el 1207 el rei Joan el va visitar i va donar 5 lliures per al manteniment de la capella. Es té la certesa que el rei Eduard II va visitar el castell durant 3 dies el novembre de 1323, temps en el qual també va visitar el Priorat de Norton.

### Guerra civil
A l'esclat de la Guerra Civil, el castell comptava amb guarnicions de reialistes sota el comandament del Capità Walter Primrose, que havia estat designat pel comte de Rivers. Va ser assetjat per les forces parlamentàries sota el control de Sir William Brereton el 1643, i els reialistes es van rendir al cap d'algunes setmanes. En saber de l'arribada de forces superiors reialistes liderades pel Príncep Rupert, els parlamentaris van abandonar el castell, que de nou, va passar a mans dels reialistes liderats pel Coronel Fenwick.
Hi va haver un segon setge el 1644 però, com que els reialistes anaven patint desfetes en altres llocs, van decidir abandonar Halton i els parlamentaris van tornar a ocupar el castell. El 1646 es va celebrar un consell de guerra a Warrington, on es va decidir que les defenses dels castells de Halton i Beeston s'havien de desmantellar. També es va decidir que el castell de Halton deixaria de tenir funcions militars. Cap al 1650 es digué que el castell estava en un estat "molt ruïnós".

### Història més recent

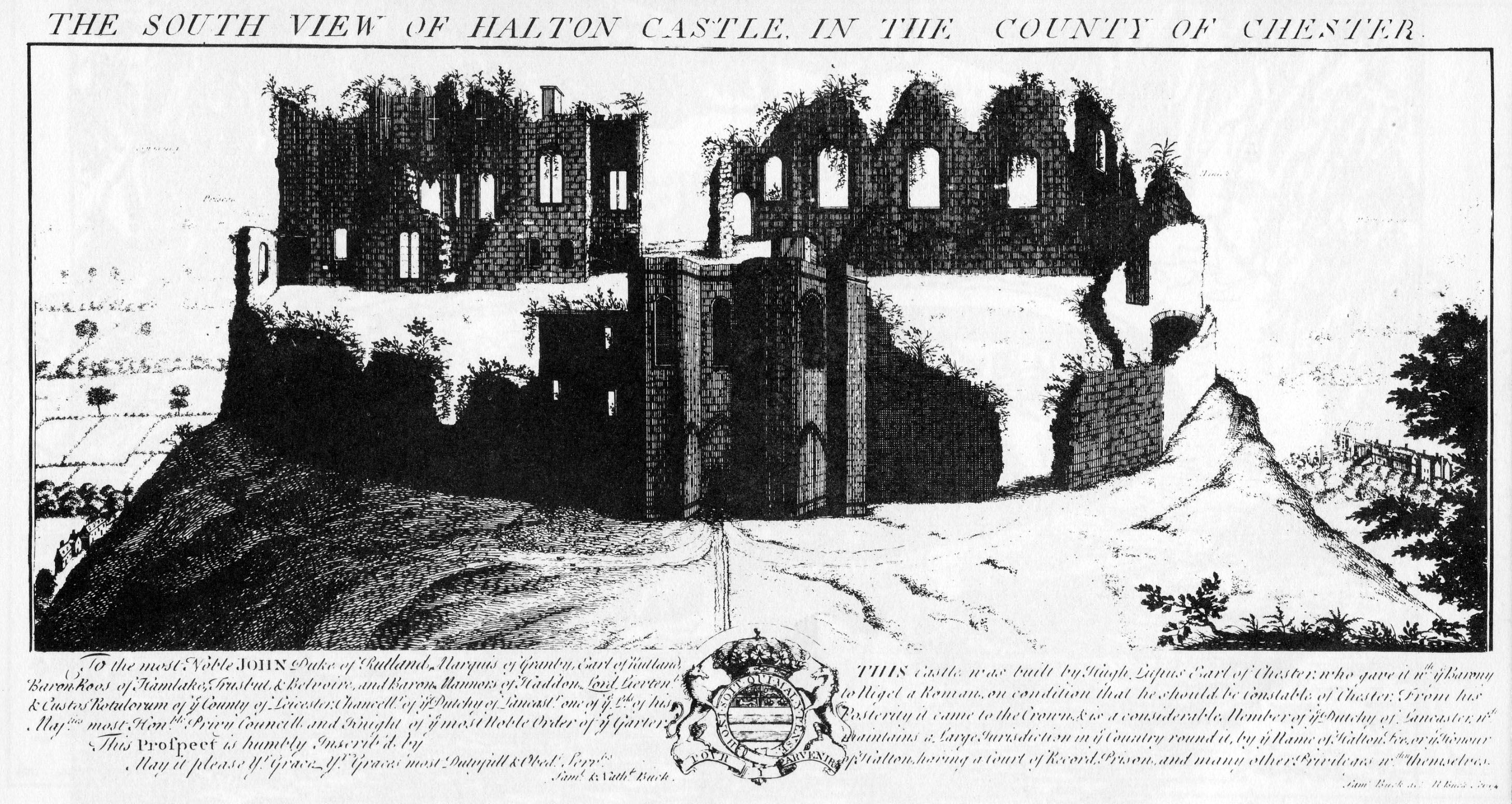
Gravat del castell de Halton, obra dels germans Buck el 1727.

El castell va continuar deteriorant-se malgrat que la casa del portal va continuar utilitzant-se com a jutjat. El 1728, George Cholmondeley, segon comte de Cholmondeley, va arrendar el castell a la corona britànica. El 1737 es va construir un palau de justícia en el lloc que ocupava el portal durant l'edat medieval. La feina es va encarregar a Henry Sephton, arquitecte i constructor, i John Orme, fuster de Prescot. La sala de justícia es trobava en el primer pis, mentre que els presoners ocupaven el soterrani. Cap al 1792, el palau de justícia es trobava en ruïnes; es van trobar fons per a la seva reparació, encara que l'origen d'aquests diners no està gaire clar. El jutjat va continuar funcionant-hi fins al 1908.
Cap al 1800 es van afegir tres capritxos a les parets enrunades de la banda est del castell perquè la vista des del Priorat de Norton, on vivia Sir Richard Brooke, fos més impressionant. Una d'aquestes parets es va enderrocar cap al 1906. Durant l'era victoriana es van construir un jardí enfonsat i dos quadrats de gespa dins del castell. El 1977 es va arrendar al Halton Borough Council. Entre 1986 i 1987 es van fer excavacions al recinte del castell.

## Estat actual

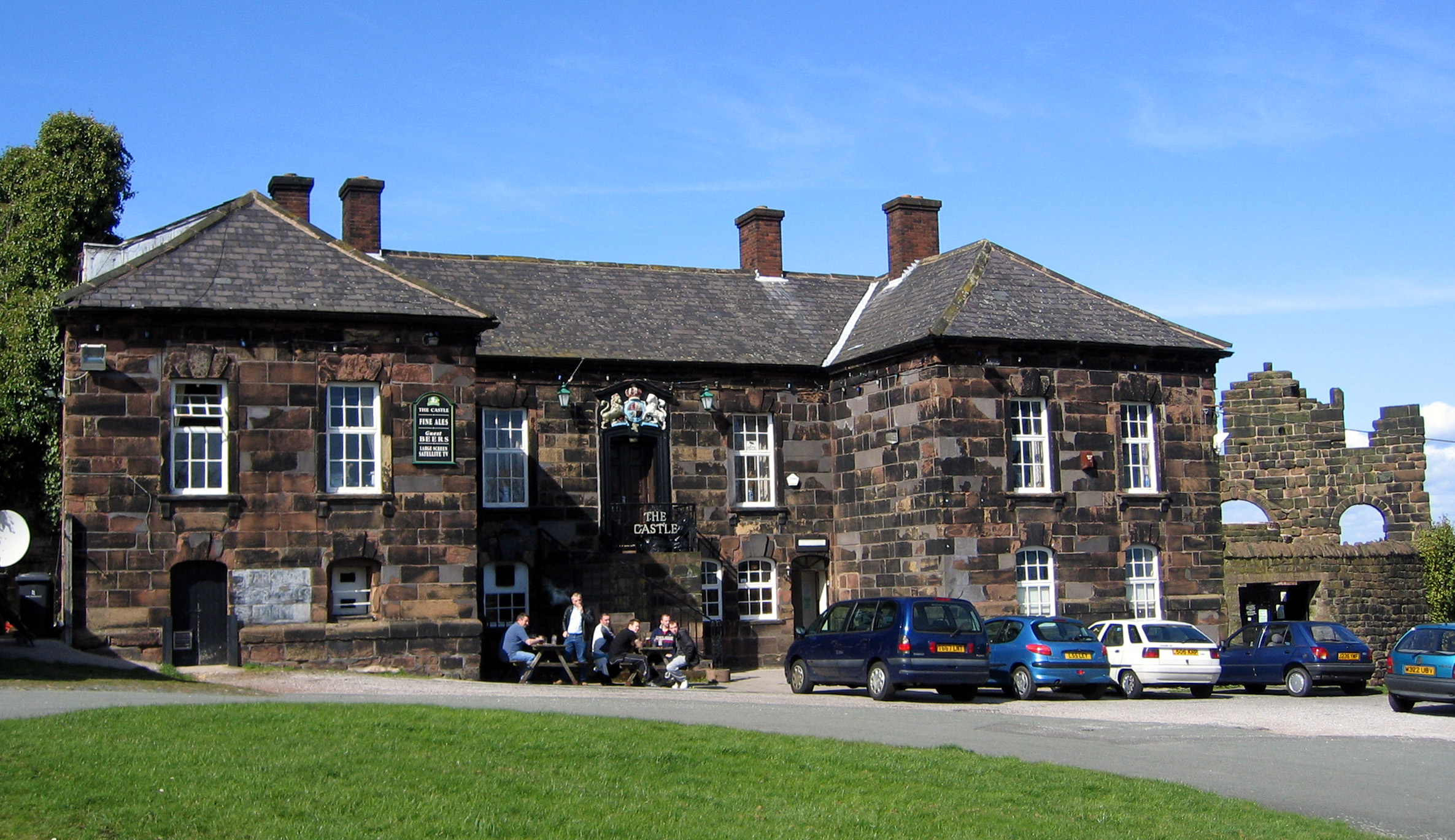
L'antic palau de justícia, ara el Castle Hotel.

El castell continua sent propietat del Ducat de Lancaster i el lloc l'administra la Norton Priory Museum Trust. L'interior del castell s'obre de vegades al públic i està previst de fer-lo més accessible en un futur. El castell està catalogat com a Grau I de la llista d'edificis del Regne Unit. Les seves parets estan en ruïnes, però la circumferència està intacta i es pot rodejar completament caminant per l'exterior. Des de la seva posició prominent hi ha vistes en totes direccions: es poden observar, entre d'altres, Lancashire, Cheshire i els Penins. El palau de justícia actualment és un pub, el Castle Hotel. La primera planta s'utilitza com a establiment i el soterrani com a celler. El pub ha estat designat com a Grau II de l'English Heritage.